# Mattias Nilsson (fotbollsspelare)
Mattias Nilsson, född 31 januari 1973 i Delsbo, Gävleborgs län, är en svensk tidigare fotbollsspelare som under sin karriär spelade som mittback/ytterback i Delsbo IF, IK Brage, Kvarnsveden IK och Högbo AIK. Mest känd är han nog när han var med att ta IK Brage till Allsvenskan 1993. 